# Kwalhioqua-Tlatskanai jezik
Kwalhioqua-Tlatskanai jezik (ISO 639: qwt), izumrli indijanski jezik porodice athapaskan kojim su negdje do 1930. govorili Indijanci Kwalhioqua iz Washingtona i Clatskanie (Tlatskanai) iz Oregona.
Pleme Kwalhioqua se dijelilo na dvije skupine Suwal s Chehalis Rivera i Wela'pakote'li s Willape.
1. ↑  The Kwalhioqua-Tlatskanai Language. Inačica izvorne stranice arhivirana 25. prosinca 2009. Pristupljeno 9. ožujka 2011.

## Vanjske poveznice
- The Kwalhioqua-Clatskanie Language